# Quinteto Villa-Lobos
O Quinteto Villa-Lobos é um quinteto de sopros brasileiro, fundado em 1962 com a proposta de divulgar a música de câmara brasileira.
Formado por instrumentistas que exercem atividades de solistas em todo o Brasil e no exterior, o Quinteto Villa-Lobos reúne Rubem Schuenck, Luís Carlos Justi (oboé), Paulo Sérgio Santos (clarinete), Philip Doyle (trompa) e Aloysio Fagerlande (fagote).
O Quinteto Villa-Lobos já se apresentou na maioria das cidades brasileiras, além de ter aberto as comemorações do ano Villa-Lobos em Paris, na Unesco, em 1987. Em julho de 2001 o grupo se apresentou com Egberto Gismonti no Festival “Tocar La Vida”, na Argentina.
Em setembro de 2001 o grupo recebeu o Prêmio Carlos Gomes, promovido pelo Governo do Estado de São Paulo e em sua primeira versão com abrangência nacional, como melhor grupo camerístico do país. Em 2009 voltou a receber o mesmo prêmio.
Em março de 2002 foi homenageado por seus 40 anos com a série “Quinteto Villa-Lobos – 40 Anos de Música Brasileira” no Centro Cultural Banco do Brasil, Rio de Janeiro; em maio/junho de 2002 participou do Projeto Sonora Brasil-SESC, se apresentando em 32 cidades brasileiras, de Santa Catarina ao Amapá.
Em 2006 foi um dos vencedores do projeto “Circulação de Musica de Concerto” promovido pelo CEMUS-Funarte e patrocínio Petrobrás, realizando 12 concertos no Ceará, Pernambuco, Paraíba e Alagoas. Neste mesmo ano encerrou a “Copa da Cultura” com concerto em Berlim, Alemanha
Em 2007 realizou concertos e oficinas em Natal, RN, com patrocínio da Oi-Futuro.
Em 2008 realizou o projeto Oi apresenta: Quinteto Villa-Lobos no Rio de Janeiro, com 35 concertos e oficinas por cidades do estado, turnê de lançamento do CD Quintetos de Sopro Brasileiros com concertos em São Paulo, Curitiba, Florianópolis e Porto Alegre, com patrocínio da Petrobras, além de apresentações e oficinas no Chile, Paraguai, Peru e Equador a convite do Ministério das Relações Exteriores do Brasil.
Em 2009 o grupo se apresentou em vários países africanos, também a convite do Ministério das Relações Exteriores do Brasil – e em dezembro encerrou um importante Festival dedicado a Villa-Lobos com concerto na Radio-France, Paris.
Como todos os integrantes do Quinteto Villa-Lobos são professores em diversas universidades, o grupo está sempre convidado a participar dos mais importantes Festivais de Música no Brasil, como o Festival de Inverno de Campos do Jordão, São Paulo; a “Oficina Orquestra Jovem” em Curitiba, Paraná; o Festival de Inverno de Londrina, Paraná; o Festival de Música de Câmara da Paraíba; o Festival de Música de Tatuí; e o Curso de Verão de Brasilia.
Sempre fiel à sua proposta inicial, o grupo tem participado também de eventos fora do âmbito da música de concerto, como o “Chorando Alto”, importante festival anual de choro realizado em outubro de 1998 no SESC – Pompéia, em São Paulo, SP, com enorme reconhecimento por parte da crítica especializada, além de apresentações no Clube do Choro de Brasília em 2003, 2005, e 2009, e no Festival “Sopros do Brasil”, no SESC Pinheiros, São Paulo, em 2004.
Em 2012, foram comemorados os 50 anos de atividade ininterrupta do mais antigo grupo de câmara no Brasil. A celebração dessa data tão especial foi feita no projeto Quinteto Villa-Lobos – 50 anos de música com a gravação de DVD e blu-ray e a realização de uma série de concertos na cidade do Rio de Janeiro.
Em 2013 participou do Festival de Música Clássica Brasileira em Portugal, se apresentando em Lisboa, Porto, Coimbra, Évora e Mafra. Também foi convidado a participar de uma série de eventos musicais paralelos à Feira do Livro de Frankfurt, em setembro, além deintegrar a programação do Festival Cervantino no México, um dos maiores da América Latina, em outubro.
Os membros fundadores do Quinteto foram Celso Woltzenlogel (flauta), Paolo Nardi (oboé), Wilfried Berk (clarinete), Carlos Gomes de Oliveira (trompa) e Airton Lima Barbosa (fagote).

## Discografia
- Quinteto Villa-Lobos (1966) Forma LP
- Reencontro. Silvinha Telles, Edu Lobo, Tamba Trio e Quinteto Villa-Lobos" (1966) LP
- Vanguarda . Quinteto Villa-Lobos & Luizinho Eça (1972) Odeon LP
- Quinteto Villa-Lobos interpreta (1977) Marcus Pereira" LP, CD
- Quinteto Villa-Lobos, com obras de Mário Tavares, Radamés Gnattali e Ernst Widmer (1979) Funarte LP
- O grande palhaço , trilha sonora do filme (1979) Coomusa LP
- Airton Lima Barbosa (1981) CBS LP
- Quinteto em forma de choros (2000) Kuarup CD
- Fronteiras (2000) RioArte Digital CD
- Quinteto Villa-Lobos convida (2002) RioArte CD
- Um Sopro Novo (2006) Radio MEC CD
- Villa-Lobos - um clássico popular (2009) Kalamata CD